# Playa El Oso
La playa El Oso, en el concejo de Ribadedeva, en la localidad de La Franca, Asturias, España, es una playa que está considerada paisaje protegido, desde el punto de vista medioambiental (por su vegetación y por paisaje kárstico entre otras razones). Por este motivo está integrada en el Paisaje Protegido de la Costa Oriental de Asturias, al igual que las estribaciones orientales de la sierra de Cuera, a escasa distancia y que confieren al paisaje de la playa un atractivo más
Es importante mencionar la presencia en la zona de aves incluidas entre el Catálogo de Especies Amenazadas, y en invierno abundan aves típicas de montaña, que utilizan con frecuencia los acantilados llaniscos.
La costa del municipio de Ribadedeva se extiende a lo largo de nueve kilómetros que en su mayoría son acantilados (como el Santiuste), y se despliegan entre la propia playa y la ría de Tina Mayor, en la desembocadura del río Deva.
Su acceso es difícil, ya que solo se puede acceder a ella durante la bajamar desde la playa de La Franca o desde un empinado sendero que baja desde Pimiango, localidad de Colombres.

## Descripción
Podría describirse como una pequeña cala comunicada durante la marea baja con las playas de La Franca y Regorgueru, que comparte los servicios públicos de la playa de La Franca. Se caracteriza además por las profundas oquedades que se observan en la base de su acantilado y por un impresionante entorno natural, que justifica su consideración de espacio protegido.